# 류캉
류캉(중국어 간체자: 刘康, 정체자: 劉康, 병음: Liu Kang, 1961년 2월 16일 ~ 2013년 3월 29일)은 중화인민공화국의 전 축구 미드필더 및 감독이었다.
1980년대 선수 생활을 할 당시에는 광저우 바이윈에서 활동하였으며, 1990년에 은퇴한 이후에는 지도자 생활을 했다. 지도자 생활 대부분을 광저우시를 기반으로 하는 두 클럽인 광저우 송리와 광저우 지리에서 보냈으며, 샤먼 란스에서도 잠시 있었다. 또한 광저우의 유스팀 감독으로 있으면서 유소년 축구 선수 양성에 힘썼다.
이후 2012년 폐암으로 인해 4개월여동안 투병 생활을 하다가 2013년 3월 29일 광저우에서 죽었다.